# Marsenina globosa
Marsenina globosa is een slakkensoort uit de familie van de Velutinidae. De wetenschappelijke naam van de soort is voor het eerst geldig gepubliceerd in 1939 door L. Perry.